# Gideon Adlon
Gideon Nicole Adlon (Los Ángeles, California, 30 de marzo de 1997) es una actriz estadounidense. Es conocida por sus papeles protagónicos en la película de comedia Blockers (2018), el drama The Mustang (2019) y también la cinta de terror The Craft: Legacy (2020). Adlon también protagonizó la serie dramática de Netflix The Society (2019).

## Primeros años y educación
Adlon es de Los Ángeles y tiene ciudadanía estadounidense y alemana a través de su padre. Es la hija mayor de la actriz Pamela Adlon y el director Felix O. Adlon. Sus hermanas menores son  Odessa y Valentine "Rocky". Su abuelo paterno es el cineasta alemán Percy Adlon y su abuelo materno es el escritor y productor estadounidense Don Segall. Su abuelo materno nació en una familia judía, y su abuela materna, originalmente anglicana de Inglaterra, Conversión al judaísmo. A través de su padre, desciende del hotelero alemán Lorenz Adlon.
Adlon estudió fotografía en Columbia College Chicago durante un año antes de decidir dedicarse a la actuación a tiempo completo.

## Carrera
Adlon hizo su debut como actriz profesional en un episodio de 2011 de la serie de comedia dramática Louie de FX, que también contó con su madre Pamela. Luego hizo apariciones como invitada en la comedia de situación de Disney Channel Girl Meets World(2016), la serie de comedia dramática de FX Better Things (2016), la  ABC miniserie When We Rise (2017), la CBS serie de drama criminal Criminal Minds (2017), y la serie de drama policial antológico de ABC American Crime (2017).
Adlon recibió más reconocimiento por su primer papel protagónico en la película de comedia sexual Blockers (2018), que recibió críticas positivas y éxito de taquilla. Luego protagonizó la película dramática aclamada por la crítica The Mustang (2019). También en 2019, Adlon tuvo un papel protagónico como Becca Gelb en la serie de drama adolescente de misterio distribuida por Netflix The Society. La serie se renovó originalmente para una segunda temporada, pero luego se canceló como resultado de la pandemia de COVID-19 que provocó aumentos de costos y dificultades para programar la producción.
Adlon interpretó a Frankie en la secuela de terror The Craft: Legacy, que fue lanzado el 28 de octubre de 2020. Próximamente interpretará a Claire en la película de terror y fantasía "Witch Hunt".

## Filmografía

### Películas
| Año  | Título            | Rol            |
| ---- | ----------------- | -------------- |
| 2018 | Blockers          | Sam Lockwood   |
| 2019 | The Mustang       | Martha Coleman |
| 2019 | Skin in the Game  | Haley          |
| 2020 | The Craft: Legacy | Frankie        |
| 2021 | Witch Hunt        | Claire         |
| 2022 | Sick              | Parker         |
| 2024 | Miller's Girl     | Winnie         |

### Animación
| Año  | Título                 | Rol           | Notas                                                                 |
| ---- | ---------------------- | ------------- | --------------------------------------------------------------------- |
| 2020 | Solar Opposites        | Lydia         | Papel de voz menor; Episodio: "La matriz de transferencia de materia" |
| 2021 | Pacific Rim: The Black | Hayley Travis | Rol de voz principal                                                  |

### Televisión
| Año  | Título           | Rol                  | Notas                           |
| ---- | ---------------- | -------------------- | ------------------------------- |
| 2011 | Louie            | Amy                  | Episodio: "Sobrina"             |
| 2016 | Girl Meets World | Felicity             | Episodio: "Girl Meets Triangle" |
| 2016 | Better Things    | Gina                 | Episodio: "Alarmas"             |
| 2017 | When We Rise     | Teenaged Annie Jones | 2 episodios                     |
| 2017 | Criminal Minds   | Katie Hammond        | Episodio: "Cocina del infierno" |
| 2017 | American Crime   | Tracy                | 2 episodios                     |
| 2019 | The Society      | Becca Gelb           | 10 episodios                    |
| 2020 | Day by Day       | Jacqueline           | Episodio: "Llévame a casa"      |

### Videojuegos
| Año  | Título                             | Rol    |
| ---- | ---------------------------------- | ------ |
| 2018 | The Walking Dead: The Final Season | Violet |